# Elías Galisteo
José Elías Galisteo, (Santa Fe, Argentina, abril de 1783 - abril de 1849) fue un político argentino, de activa participación política en la primera etapa independiente de las Provincias Unidas del Río de la Plata, y que ejerció brevemente como gobernador interino de la provincia de Santa Fe.

## La Revolución de Mayo
Estudió en su ciudad natal y en el Colegio de Monserrat de Córdoba, donde se recibió de maestro “de artes”.
En 1810 apoyó enérgicamente la Revolución de Mayo, y al parecer estaba en contacto desde bastante antes con el grupo independentista dirigido en Buenos Aires por Manuel Belgrano. En el cabildo abierto organizado para reconocer a la Primera Junta, provocó un escándalo al ocupar el sitial del alcalde de primer voto; la reacción de este provocó la frustración de la sesión. El cabildo pidió instrucciones a la Primera Junta, que dio la razón a Galisteo.
Tuvo una actuación secundaria en los siguientes años. En 1816 fue alcalde del cabildo y apoyó la revolución federal dirigida por Mariano Vera. Fue nombrado alcalde único del cabildo, y participó en las negociaciones con el Congreso de Tucumán.

## La época de Estanislao López
Dos años más tarde fue uno de los dirigentes de la revuelta que depuso a Vera; a pesar de que el pueblo lo reeligió por tres veces, éste abandonó la provincia. Cuando Estanislao López se hizo cargo del gobierno, fue Galisteo quien más fervientemente trabajó para su elección formal como gobernador. Fue nuevamente alcalde de primer voto del cabildo en 1819, y apoyó en todo la política del caudillo.
En 1821 fue diputado provincial, cargo desde el cual apoyó los tratados de paz con Buenos Aires. Más tarde fue elegido diputado al Congreso General de 1824, y se distinguió como uno de los hombres de la fracción federal, dirigida por Manuel Dorrego. Acompañó  a Dorrego, destacándose en sus discursos contra las posturas unitarias, y escribió mucho en la prensa de la época.
Quedó en Buenos Aires, y Dorrego lo nombró representante de Buenos Aires a la Convención Nacional reunida en Santa Fe. Apoyó firmemente la postura del gobernador López de negarse a reconocer la autoridad del jefe revolucionario Lavalle, y de invadir Buenos Aires para deponerlo. Regresó a fines de año a Buenos Aires, y asumió como diputado provincial, cargo desde el cual participó en la elección como gobernador de Juan Manuel de Rosas, y le concedió las facultades extraordinarias.
Regresó poco después a Santa Fe, y fue uno de los firmantes del Pacto Federal de 1831. Representó a Santa Fe en la Comisión Representativa que se reunió en su ciudad natal, por prescripción de ese Pacto. Más tarde fue juez y presidente de la legislatura.

## Una gobernación interina
Al producirse el fallecimiento de López, en 1838, la legislatura eligió gobernador a Domingo Cullen. Dado que éste se hallaba en Buenos Aires, nombró gobernador interino a Galisteo, hasta que don Domingo regresó de Buenos Aires. Pero los gobernadores Rosas y Echagüe no reconocieron a Cullen como gobernador, y poco después enviaron a Juan Pablo López a su provincia, al frente de una importante fuerza militar.
Cullen renunció en septiembre de 1838, y la legislatura eligió gobernador interino a Galisteo; pero pocos días después López vencía a los coroneles Pedro Rodríguez del Fresno y Santiago Oroño en el combate de El Tala. Enseguida entró a Santa Fe y arrestó a Galisteo; la legislatura rápidamente lo eligió gobernador.

## Últimos años
Galisteo fue a parar, prisionero, a Buenos Aires. Se le dio la ciudad por cárcel, y fue maltratado por los partidarios de Rosas, incluso por la Mazorca.
En 1842, López cambió de bando y se unió a los unitarios; fue rápidamente derrotado por Manuel Oribe a mediados de ese año. Bajo la protección del nuevo gobernador, Pascual Echagüe, Galisteo pudo regresar a su provincia. Fue juez en lo civil y comercial de la capital de la provincia, y un aliado útil para Echagüe.
Falleció en Santa Fe en abril de 1849.